# Turin-Marathon
Der Turin-Marathon (offizielle Bezeichnung Turin Marathon) ist ein Marathon, der seit 1991 in Turin stattfindet, in der Regel im April. Hinsichtlich der Streckenrekorde gehört er zu den schnellsten Europas.

## Strecke
Start und Ziel der Strecke, die im Uhrzeigersinn durch Turin und einige benachbarte Gemeinden führt, ist auf der Piazza Castello südlich des Palazzo Madama. Von dort geht zunächst über die Via Po zum linken Ufer des Po. Flussaufwärts geht es dann nach Moncalieri und Nichelino. Dort biegt die Strecke nach Westen ab und führt nach Beinasco und Orbassano, wo sich kurz vor der Halbmarathonmarke die Strecke nach Norden in Richtung Rivalta und Rivoli wendet. Das letzte Drittel der Strecke führt westwärts über Collegno zurück ins Zentrum von Turin, wo das Ziel sich auf der Westseite des Palazzo Madama befindet. Insgesamt sind 164 Höhenmeter zu bewältigen.

## Geschichte
Bereits am 31. Oktober 1897 fand in Turin ein marathonähnlicher Lauf statt. Auf einer 35 km langen Wendepunktstrecke zwischen Turin und None siegte Cesare Ferrario in 2:26:45 h. Der erste eigentliche Marathon wurde 1919 ausgerichtet. Auf der 42,75 km langen Strecke siegte in 2:40:47,6 h Valerio Arri, der bei den Olympischen Spielen 1920 in Antwerpen die Bronzemedaille im Marathonlauf gewann. Von 1921 bis 1933 fand auf derselben Strecke nun jährlich ein Marathon statt, bei dem 1930 Luigi Rossini (der als einziger zweimal den Lauf gewann) mit 2:38:23,4 h die beste Zeit erzielte.
Der Marathon der Leichtathletik-Europameisterschaften 1934, bei dem der Finne Armas Toivonen in 2:52:29,0 vor dem Schweden Thore Enochsson und dem Italiener Aurelio Genghini siegte, sollte für 40 Jahre der letzte Marathon in Turin bleiben. Erst am 31. März 1974 fand ein Marathon auf provinziellem Niveau statt, bei dem Giovambattista Bassi, Marco Carbone und Renzo Musso gemeinsam als erste in 2:25:00 das Ziel erreichten.
Am 19. März 1978 und am 25. März 1979 fand dann ein Maratona di Primavera auf einer Strecke von Turin nach Sommariva del Bosco statt. Die Erstauflage mit 142 Finishern gewann Giampaolo Messina in 2:21:26,3 h, bei der Zweitauflage mit 638 Startern siegten Luciano Re Depaolini in 2:20:25 h und Elena Dugono, die mit 2:59:20 als eine der ersten italienischen Frauen unter der Drei-Stunden-Marke blieb. Der Veranstalter Lorenzo Abrate zog sich jedoch zurück, und so fand in den beiden darauffolgenden Jahren kein Marathon in Turin statt.
Am 14. März 1982 stellten Enthusiasten um Enzo Zanchelli und den Marathon Club eine neue Veranstaltung auf die Beine, die auf einem Drei-Runden-Kurs am Ufer des Po stattfand. Potito Rubbio und Pietro Balbo siegten gemeinsam in 2:14:50, jedoch erwies sich bei einer Nachmessung der Strecke, dass sie um zwei bis drei Kilometer zu kurz war. Am 17. Oktober 1982 fand, vom CUS Torino organisiert, im Rahmen der Campionato Italiano di Corsa ein weiterer Marathon mit internationaler Beteiligung statt, den der Belgier Marc De Blander in 2:14:57 gewann. Die für den 16. Oktober 1983 angesetzte Veranstaltung dieser Serie wurde jedoch nach Mailand verlegt, so dass in diesem wie auch in den beiden nächsten Jahren der Lauf des Marathon Clubs der einzige Turiner Marathon war. Bei diesen Läufen, die jeweils mehr als hundert Teilnehmer hatten, siegte Potito Rubbio 1983 in 2:28:25 h und Paolo Faraglioni 1984 und 1985 in 2:32:08 bzw. 2:33:08.
Nach einem Jahr ohne Marathon wurde 1987 die heutige Veranstaltung von Luigi Chiabrera ins Leben gerufen, der auch jetzt noch dem Organisationskomitee des Turin-Marathons vorsteht. Zunächst hieß der Lauf Susavigliana und führte von Susa nach Avigliana. 1991 wurde eine Punkt-zu-Punkt-Strecke zwischen Avigliana und dem Zentrum von Turin eingeführt. Die Teilnehmerzahl wuchs in dieser Zeit von fast 900 auf über 2000. Seit 1998 findet der Lauf auf einer Rundstrecke durch Turin und seine Vororte statt.
1993, 1998 und 2000 wurden die italienischen Marathon-Meisterschaften im Rahmen des Turin-Marathons ausgetragen.

## Statistik

### Streckenrekorde
- Männer: 2:07:45 h, Semretu Alemayehu (ETH), 2001
- Frauen: 2:23:57 h, Sharon Jemutai Cherop (KEN), 2012

### Siegerliste
Quellen: ARRS, Novararunning, Runners.it
| Datum         | Männer                             | Nation            | Zeit    | Frauen                    | Nation    | Zeit    |
| ------------- | ---------------------------------- | ----------------- | ------- | ------------------------- | --------- | ------- |
| 5. Nov. 2023  | Sendeku Alelgn Amogne              | Äthiopien         | 2:09:46 | Dorine Jerop Murkomen -2- | Kenia     | 2:31:30 |
| 6. Nov. 2022  | Giuseppe Gerratana                 | Italien           | 2:13:00 | Dorine Jerop Murkomen     | Kenia     | 2:32:37 |
| 14. Nov. 2021 | Andrea Soffientini                 | Italien           | 2:31:33 | Claudia Marietta          | Italien   | 2:54:34 |
| 2018          | Siraj Gena                         | Äthiopien         | 2:14:48 | Shuke Denbeli Chefo       | Äthiopien | 2:35:53 |
| 29. Okt. 2017 | Alessandro Giacobazzi              | Italien           | 2:15:25 | Patrycja Wlodarczyk       | Polen     | 2:53:27 |
| 2. Okt. 2016  | Youssef Sbaai                      | Marokko           | 2:13:43 | Laila Soufyane            | Italien   | 2:36:32 |
| 4. Okt. 2015  | Alex Chepkwik Saekwo               | Kenia             | 2:15:29 | Silvia Weissteiner        | Italien   | 2:32:35 |
| 16. Nov. 2014 | Samuel Kemboi Rutto                | Kenia             | 2:10:00 | Esther Chemtai Ndiema     | Kenia     | 2:28:41 |
| 17. Nov. 2013 | Patrick Kipyegon Terer -2-         | Kenia             | 2:08:52 | Ivana Iozzia              | Italien   | 2:34:12 |
| 18. Nov. 2012 | Patrick Kipyegon Terer             | Kenia             | 2:10:34 | Sharon Jemutai Cherop     | Kenia     | 2:23:57 |
| 13. Nov. 2011 | Abdelaziz Ennaji El Idrissi        | Marokko           | 2:08:13 | Julija Ruban              | Ukraine   | 2:27:10 |
| 14. Nov. 2010 | Ruggero Pertile                    | Italien           | 2:10:58 | Priscah Jeptoo            | Kenia     | 2:27:02 |
| 19. Apr. 2009 | Benson Kipchumba Barus             | Kenia             | 2:09:07 | Agnes Jepkemboi Kiprop    | Kenia     | 2:26:22 |
| 13. Apr. 2008 | Stephen Kipkoech Kibiwott -2-      | Kenia             | 2:10:13 | Vincenza Sicari           | Italien   | 2:29:51 |
| 15. Apr. 2007 | Philemon Kirwa Tarbei              | Kenia             | 2:10:24 | Anikó Kálovics            | Ungarn    | 2:29:24 |
| 24. Sep. 2006 | Stephen Kipkoech Kibiwott          | Kenia             | 2:10:10 | Jane Auro Ekimat          | Kenia     | 2:32:18 |
| 17. Apr. 2005 | Danilo Goffi                       | Italien           | 2:11:13 | Beatrice Omwanza          | Kenia     | 2:30:41 |
| 18. Apr. 2004 | Frederick Cherono                  | Kenia             | 2:08:38 | Helena Javornik           | Slowenien | 2:31:13 |
| 13. Apr. 2003 | Daniele Caimmi                     | Italien           | 2:10:08 | Stine Larsen              | Norwegen  | 2:27:20 |
| 21. Apr. 2002 | Alberico Di Cecco                  | Italien           | 2:10:27 | Anastasia Ndereba         | Kenia     | 2:29:25 |
| 1. Apr. 2001  | Semretu Alemayehu -2-              | Äthiopien         | 2:07:45 | Tiziana Alagia            | Italien   | 2:27:54 |
| 26. März 2000 | Semretu Alemayehu                  | Äthiopien         | 2:08:33 | Florence Barsosio         | Kenia     | 2:27:58 |
| 2. Mai 1999   | Sammy Korir                        | Kenia             | 2:08:27 | Maria Guida               | Italien   | 2:28:28 |
| 10. Mai 1998  | Japhet Kosgei Kipkorir             | Kenia             | 2:09:59 | Franca Fiacconi -2-       | Italien   | 2:30:21 |
| 11. Mai 1997  | Joseph Chebet                      | Kenia             | 2:08:23 | Jane Salumäe              | Estland   | 2:27:04 |
| 12. Mai 1996  | Abel Gisemba                       | Kenia             | 2:11:41 | Franca Fiacconi           | Italien   | 2:29:18 |
| 23. Apr. 1995 | Sid-Ali Sakhri                     | Algerien          | 2:11:35 | Rosanna Munerotto         | Italien   | 2:29:31 |
| 24. Apr. 1994 | Michael Kapkiayi                   | Kenia             | 2:10:08 | Laura Fogli               | Italien   | 2:31:45 |
| 25. Apr. 1993 | Walter Durbano -2-                 | Italien           | 2:11:13 | Emma Scaunich             | Italien   | 2:34:17 |
| 20. Apr. 1992 | Alessio Faustini                   | Italien           | 2:11:03 | Iryna Skljarenko          | Ukraine   | 2:37:39 |
| 29. Sep. 1991 | Walter Durbano                     | Italien           | 2:10:03 | Alla Dudajewa             | Belarus   | 2:39:41 |
| 30. Sep. 1990 | Gianni Truschi                     | Italien           | 2:13:17 | Cinzia Allasia -2-        | Italien   | 2:52:28 |
| 16. Sep. 1989 | Joseph Kipsang                     | Kenia             | 2:30:32 | Cinzia Allasia            | Italien   | 3:07:21 |
| 18. Sep. 1988 | Franco Borelli & Giampaolo Messina | Italien & Italien | 2:17:12 | Silvana Cucchietti        | Italien   | 2:48:25 |
| 20. Sep. 1987 | Luigi Chiampo                      | Italien           | 2:17:00 | Maria Curatolo            | Italien   | 2:45:54 |